# Camillo Cibin
Camillo Cibin (ur. 5 czerwca 1926 w Salgaredzie, zm. 25 października 2009 w Rzymie) – włoski ochroniarz papieski, wieloletni komendant Żandarmerii Watykańskiej.

## Życiorys
W 1947 został funkcjonariuszem Żandarmerii Watykańskiej (Corpo della Gendarmeria dello Stato della Città del Vaticano), służył w tej formacji nieprzerwanie do 2006. Zajmował się zapewnianiem bezpieczeństwa sześciu papieży: Piusa XII, Jana XXIII, Pawła VI, Jana Pawła I, Jana Pawła II i Benedykta XVI. Trzeci z nich powołał go w latach 60. na dowódcę tej służby (głównego inspektora). Zajmował to stanowisko przez ponad 40 lat do czasu przejścia – na dwa dni przed swoimi osiemdziesiątymi urodzinami – na emeryturę. Pełnił tę funkcję m.in. w okresie Soboru Watykańskiego II i trzech konklawe.
Ochraniał m.in. Jana Pawła II w dniu 13 maja 1981 na Placu Świętego Piotra. Po dokonanym postrzeleniu papieża obezwładnił zamachowca Mehmeta Alego Ağcę. Złożył wówczas dymisję z zajmowanego stanowiska, która nie została przyjęta. Rok później obezwładnił napastnika, który z nożem zaatakował Jana Pawła II w Fátimie.
Odznaczony m.in. Orderem Zasługi Republiki Włoskiej III klasy (1985).